# Drenador
Como drenador, habitualmente se conoce a una conexión de los transistores de efecto de campo, conocidos como FET. Entre el drenador (D) y la fuente (S) (otra conexión) fluye la corriente ID, que es controlada por la tensión VGS entre la puerta (G) y la fuente.
- Datos: Q9291581